# Comecon (группа)
Comecon — шведский дэт-метал-проект, основанный в 1990 году. Группа состояла из двух гитаристов, драм-машины и сессионного вокалиста; который менялся на каждом альбоме. Дебютный альбом был записан при участии шведа Ларса-Йёрана Петрова, который временно покинул группу Entombed. На втором альбоме вокал записывал голландец Мартин ван Друнен (Martin van Drunen) из группы Asphyx. Немец Марк Грю (Marc Grewe) из группы Morgoth записал вокал для третьего, последнего альбома группы. Продюсером всех трех альбомов являлся Томас Скоксберг (Tomas Skogsberg).

## Дискография
- Split album with Merciless (1991)
- Megatrends in Brutality (1992)
- Converging Conspiracies (1993)
- Fable Frolic (1995)

## Состав
- Расмус Екман (Rasmus Ekman) — гитара, бас-гитара
- Пилле Штрём (Pelle Ström) — гитара, бас-гитара
- Ларс-Йёран Петров (Lars Göran Petrov) — вокал на альбоме «Megatrends In Brutality»
- Мартин ван Дрюнен (Martin van Drunen) — вокал на альбоме «Converging Conspiracies»
- Марк Грю (Marc Grewe) — вокал на альбоме «Fable Frolic»